# Aphytis australiensis
Aphytis australiensis är en stekelart som beskrevs av Debach och Rosen 1976. Aphytis australiensis ingår i släktet Aphytis och familjen växtlussteklar. Inga underarter finns listade i Catalogue of Life.